# Pouy, Hautes-Pyrénées
Pouy är en kommun i departementet Hautes-Pyrénées i regionen Occitanien i sydvästra Frankrike. Kommunen ligger i kantonen Castelnau-Magnoac som tillhör arrondissementet Tarbes. År 2022 hade Pouy 40 invånare.

## Befolkningsutveckling
Antalet invånare i kommunen Pouy
| Referens: INSEE |